# Irina Pod"jalovskaja
Irina Pod"jalovskaja (in russo Ирина Подъяловская?; Vishenka, 9 ottobre 1959 – 13 agosto 2024) è stata una mezzofondista sovietica, specializzata negli 800 metri piani.

## Biografia
Irina Pod"jalovskaja nacque il 9 ottobre 1959 a Vishenka, un villaggio nel distretto di Bychaŭ della regione di Mahilëŭ.
Vinse la medeglia d'ora negli 800 metri alle Universiadi di Edmonton nel 1983.
Stabilì il suo record personale negli 800 metri femminili (1:55.69) il 22 giugno 1984 in un incontro a Kiev.
Stabilì l'attuale record mondiale nella staffetta 4×800 metri, raramente disputata (7:50.17 minuti con Nadežda Olizarenko, Ljubov' Gurina e Ljudmila Borisova).
Morì il 13 agosto 2024 all'età di 64 anni.

## Palmarès
| Anno | Manifestazione | Sede     | Evento    | Risultato | Prestazione | Note |
| ---- | -------------- | -------- | --------- | --------- | ----------- | ---- |
| 1983 | Universiadi    | Edmonton | 800 metri | Oro       | 1'59"29     |      |